# Kabinet-Montenegro
Het kabinet–Montenegro is de huidige regering van de Portugese Republiek sinds 2 april 2024. Het betreft een minderheidsregering die door de politieke partijen Partido Social Democrata (PSD) en de Partido Popular (CDS–PP) werd gevormd na de Portugese parlementsverkiezingen van 2024.

## Kabinet–Montenegro (2024–heden)
| Ambtsbekleder                 | Ambtsbekleder   | Ambtsbekleder                         | Functie(s)                                      | Ambtstermijn | Ambtstermijn | Partij(en) |
| ----------------------------- | --------------- | ------------------------------------- | ----------------------------------------------- | ------------ | ------------ | ---------- |
|                               | Luís Montenegro | Luís Montenegro (1973)                | Premier                                         | 2 april 2024 | heden        | PSD        |
|                               |                 | António Leitão Amaro (1980)           | Minister van het Presidentschap                 | 2 april 2024 | heden        | PSD        |
|                               |                 | Margarida Blasco (1956)               | Minister van Binnenlandse Zaken                 | 2 april 2024 | heden        | O          |
|                               | Paulo Rangel    | Paulo Rangel (1968)                   | Minister van Buitenlandse Zaken                 | 2 april 2024 | heden        | PSD        |
|                               |                 | Joaquim Miranda Sarmento (1978)       | Minister van Financiën                          | 2 april 2024 | heden        | PSD        |
|                               |                 | Rita Júdice (1973)                    | Minister van Justitie                           | 2 april 2024 | heden        | O          |
|                               |                 | Pedro Reis (1967)                     | Minister van Economische Zaken                  | 2 april 2024 | heden        | PSD        |
|                               |                 | Nuno Melo (1966)                      | Minister van Defensie                           | 2 april 2024 | heden        | CDS–PP     |
|                               |                 | Ana Paula Martins (1965)              | Minister van Volksgezondheid                    | 2 april 2024 | heden        | PSD        |
|                               |                 | Maria do Rosário Palma Ramalho (1960) | Minister van Arbeid en Sociale Zaken            | 2 april 2024 | heden        | O          |
|                               |                 | Fernando Alexandre (1972)             | Minister van Onderwijs, Wetenschap en Innovatie | 2 april 2024 | heden        | O          |
|                               |                 | Miguel Pinto Luz (1977)               | Minister van Infrastructuur                     | 2 april 2024 | heden        | PSD        |
| Minister van Volkshuisvesting |                 | Miguel Pinto Luz (1977)               |                                                 | 2 april 2024 | heden        | PSD        |
|                               |                 | Manuel Castro Almeida (1957)          | Minister van Regionale Ontwikkeling             | 2 april 2024 | heden        | PSD        |
|                               |                 | José Manuel Fernandes (1967)          | Minister van Landbouw en Visserij               | 2 april 2024 | heden        | PSD        |
|                               |                 | Graça Carvalho (1955)                 | Minister van Milieu en Energie                  | 2 april 2024 | heden        | PSD        |
|                               |                 | Dalila Rodrigues (1961)               | Minister van Cultuur                            | 2 april 2024 | heden        | O          |
|                               |                 | Pedro Duarte (1973)                   | Minister voor Parlementaire Betrekkingen        | 2 april 2024 | heden        | PSD        |
|                               |                 | Margarida Balseiro Lopes (1989)       | Minister voor Jeugd en Modernisering            | 2 april 2024 | heden        | PSD        |